# Gaznavidsko Carstvo
Gaznavidsko Carstvo (turk. Gazneli İmparatorluğu, perz. غزنویان) je naziv za turkijsku državu koja se od 10. do 12. stoljeća prostirala na području Iranske visoravni, središnje Azije i Indijskog potkontinenta. Prijestolnica je bila smještena u Gazniju, gradu u današnjem Afganistanu. Osnivačem carstva smatra se Sebüktigin, koji je zajedno sa svojim nasljednicima proširio gaznavidske granice na uštrb Bujidskog i Samanidskog Carstva. Sebüktigin je prvotno bio turski rob, da bi se kasnije oženio kćerkom guvernera grada Ghazna koji je u to vrijeme bio pod Samanidskom upravom. Godine 977. naslijedio je guvernerovo mjesto, odbacio samanidsku upravu, te u idućih dvadeset godina proširio svoju vlast na većinu teritorija današnjeg Afganistana.
Gaznavidsko Carstvo održalo se približno 200 godina, nakon čega su njegove zapadne dijelove prvo pokorili Seldžuci, a zatim istočne dijelove Guridi. Gaznavidska i seldžučka dinastija specifične su po tome što su većinu stanovništva njihovih država činili iranski narodi odnosno što su bile nositeljice iranske kulture, no vladajuća klasa bila je uglavnom turkijskog podrijetla. Ipak, obje su dinastije jezično asimilirane pa je među stanovništvom i na carskom dvoru korišten isključivo perzijski jezik.